# Debrecen
Debrecen ([ˈdɛbrɛtsɛn], ) est la deuxième ville de Hongrie par le nombre d'habitants. Dotée du rang du ville de droit comital, elle est le chef-lieu du comitat de Hajdú-Bihar. Debrecen est surnommée kálvinista Róma (« la Rome calviniste ») car c'est un important centre de l'Église réformée hongroise.

## Situation
Debrecen est située à 220 km à l'est de Budapest, dans la grande plaine hongroise, au cœur de la Puszta (steppe) et des marais de l’Alföld (« terre basse »  en hongrois), près du parc national de Hortobágy, connu pour sa faune, sa flore et son agriculture traditionnelle.
« Je ne connais pas les circonstances qui ont conduit à l'implantation de Debrecen, mais je ne saurais expliquer ce qui a pu permettre à trente mille personnes de choisir une région où elles n'ont ni source, ni rivière, ni combustible, ni matériau de construction… » se demandait le médecin et naturaliste anglais Robert Townson en 1793 : cette question souvent citée à propos de Debrecen est géomorphologiquement sans objet car jusqu'au XVIIIe siècle, la plaine servait de bassin d'absorption des crues de la Tisza, présentant un labyrinthe de bucka (hauteurs non-inondables où se trouvaient les bosquets d'arbres et les puits d'eau potable : c'est sur une bucka que Debrecen a été bâtie) et de heles-tö (étangs poissonneux toujours en eau). Ce n'est que depuis les grands travaux de drainage du règne de l'impératrice Marie-Thérèse d'Autriche que le pays alentour est devenu une riche plaine céréalière et c'est en exportant ces produits que Debrecen a grandi, devenant un important centre culturel, artistique et scientifique. L'économie de la ville s'est également développée rapidement ces dernières années en raison notamment des investissements étrangers.

## Transports
Debrecen est desservie par l'autoroute M35, la route principale 4 , la route principale 47 et la route principale 35.
Les transports urbains sont réalisés par la société Debreceni Közlekedési Zrt. (DKV), qui exploite les réseaux de trams, de trolleys et de bus.
Des trains interurbains et express de la ligne de Debrecen à Füzesabony et de la ligne de Debrecen à Nagykereki par Sáránd relient la vile à Budapest, Miskolc, Nyíregyháza, entre-autres.
L'Aéroport international de Debrecen est le deuxième plus grand aéroport de Hongrie. Il se trouve à 5 kilomètres au sud du centre-ville.
Debrecen est assez isolée en raison de l'insuffisance des moyens de transport jusqu'à Budapest où se concentrent les infrastructures de transport du pays, encore très centralisé. Ceci a contribué à retarder l'essor touristique et économique de Debrecen. Cependant, ce sont les cheminots de Debrecen qui ont développé le club de football de la ville. Des améliorations des systèmes autoroutier et ferroviaire ont été réalisées dans le cadre d'un plan pluriannuel de développement national principalement financé par l'Union européenne pour la période 2004-2006. L'aéroport de Debrecen (le second du pays par le trafic) a récemment été modernisé dans le but d'accueillir davantage de vols internationaux.

## Histoire

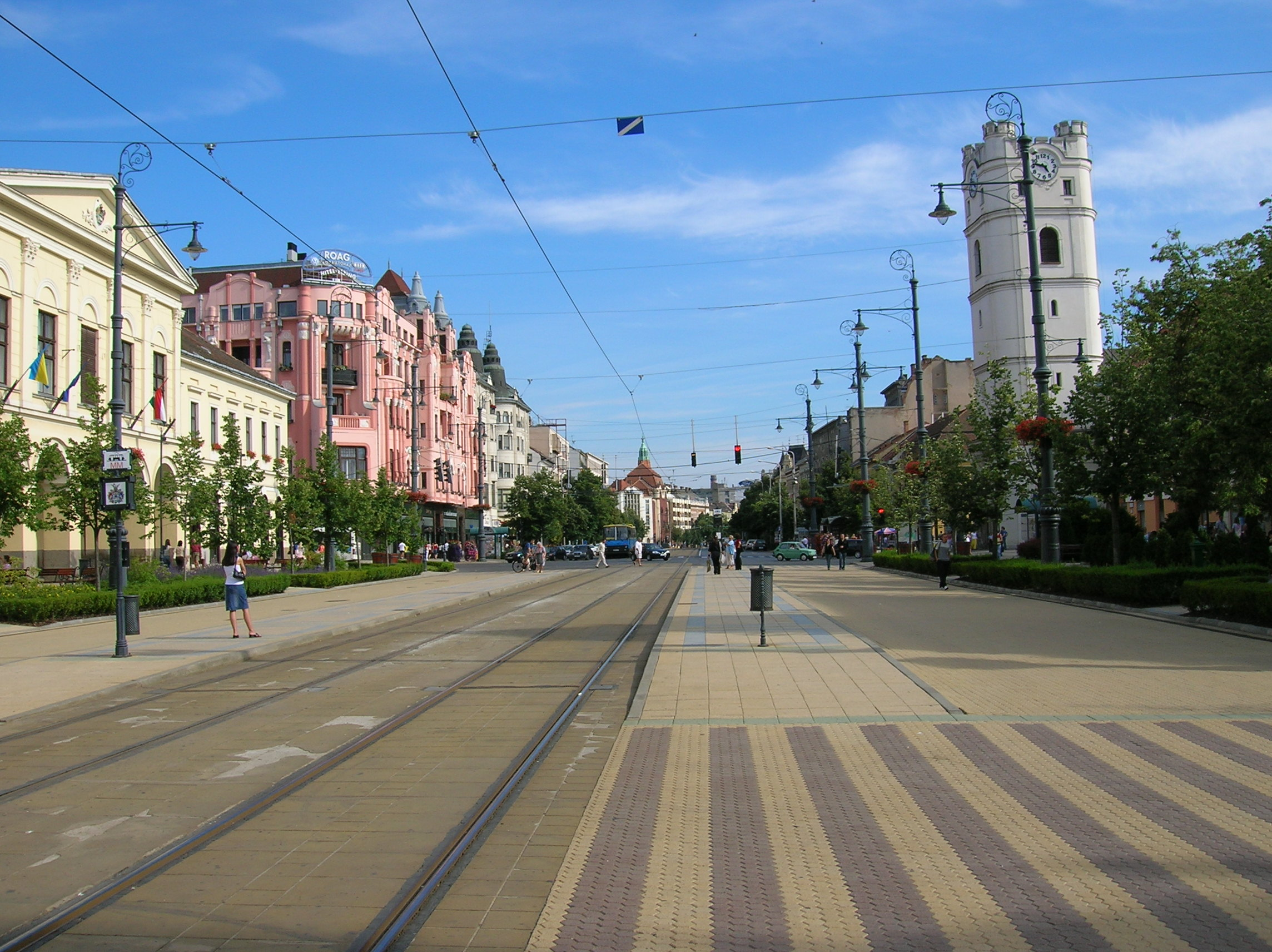
Debrecen

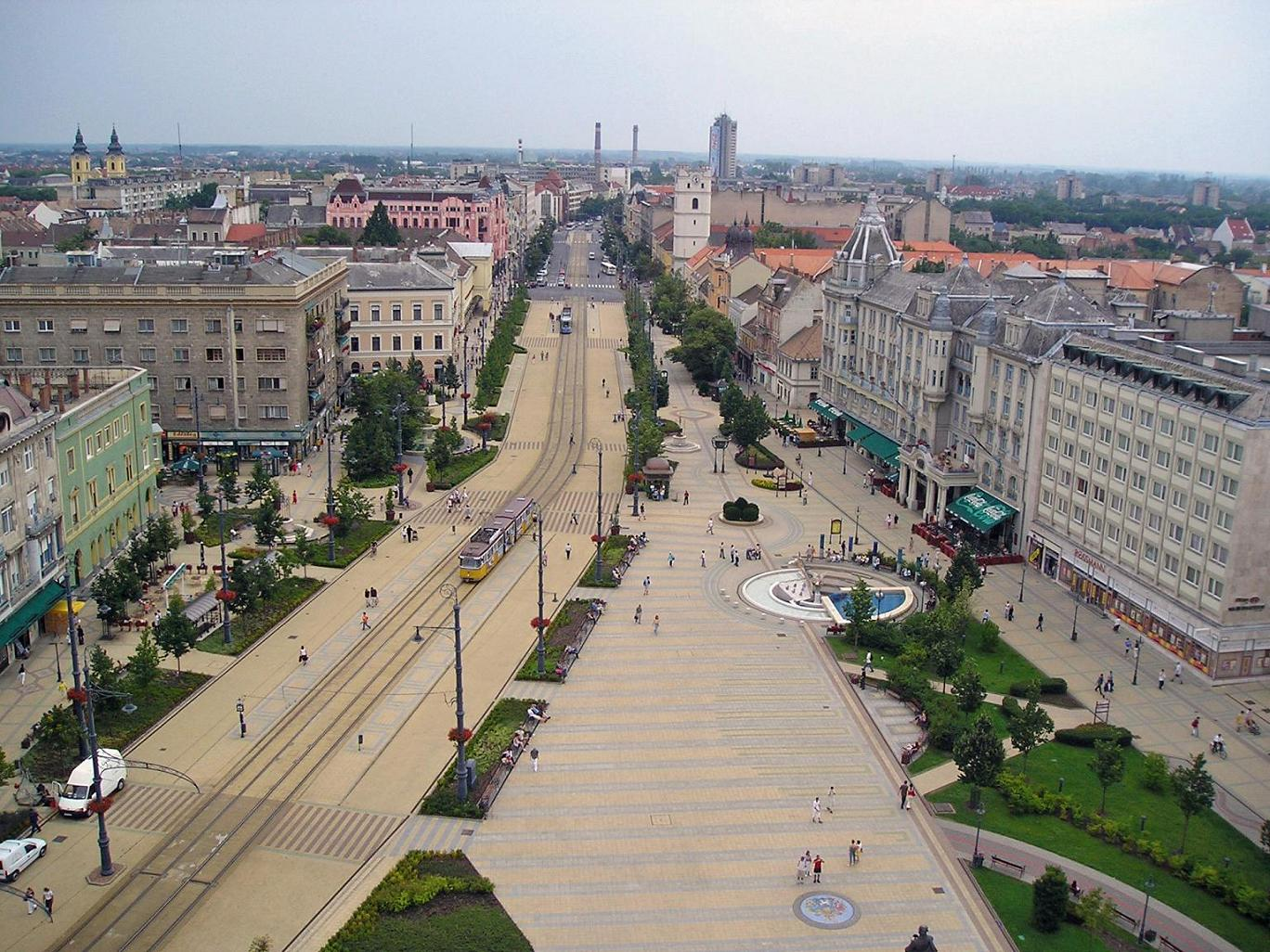
Place Kossuth

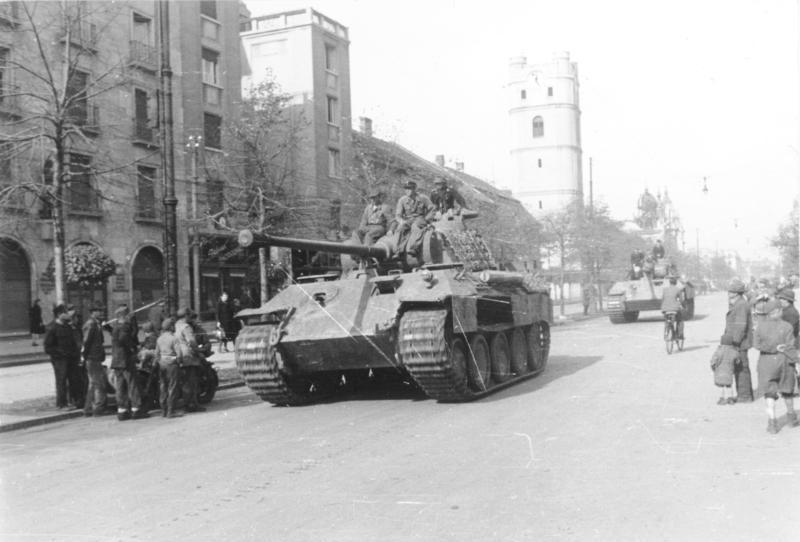
La 23e Panzerdivision à Debrecen, octobre 1944.

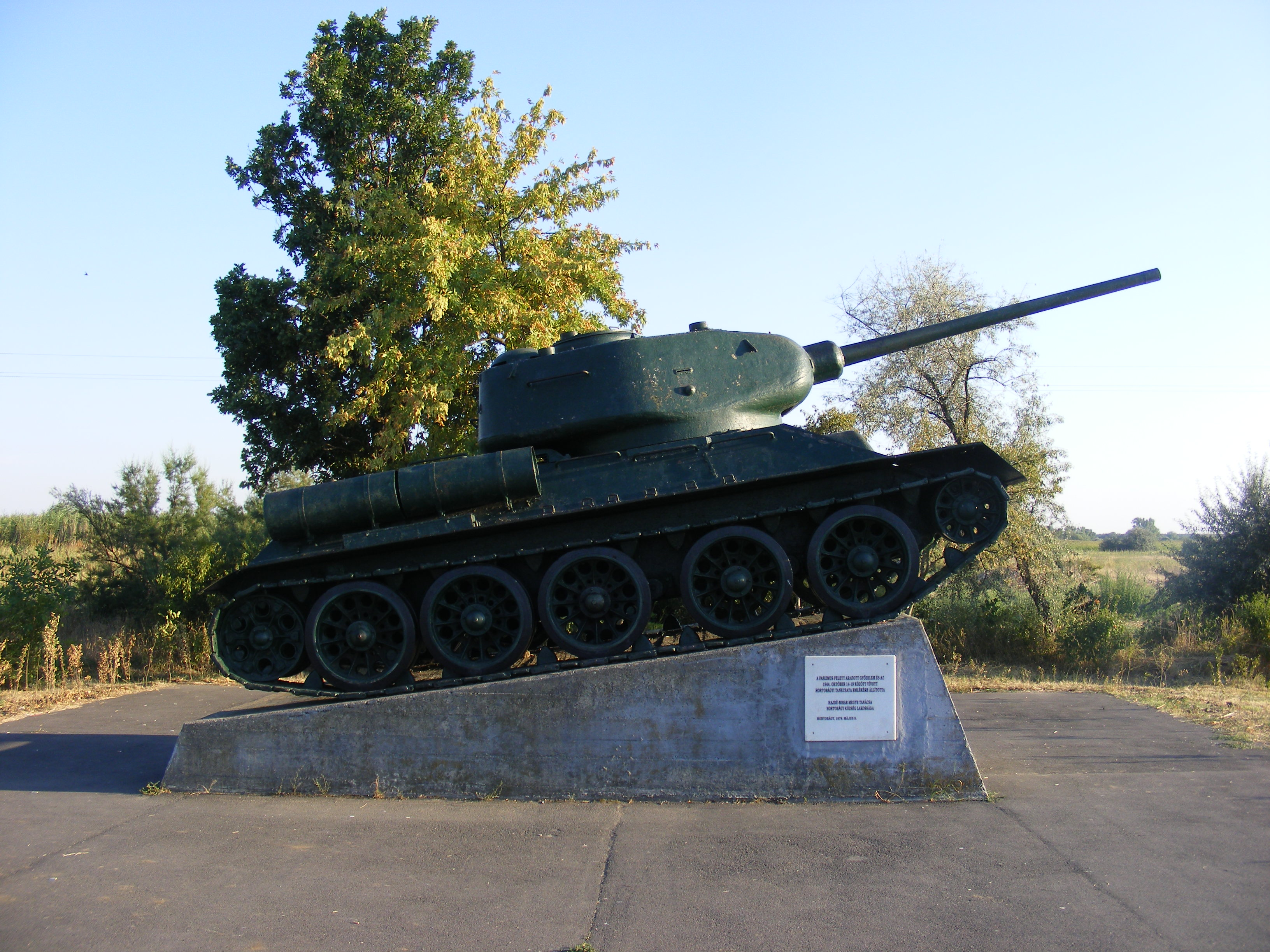
Mémorial de la bataille de Debrecen.

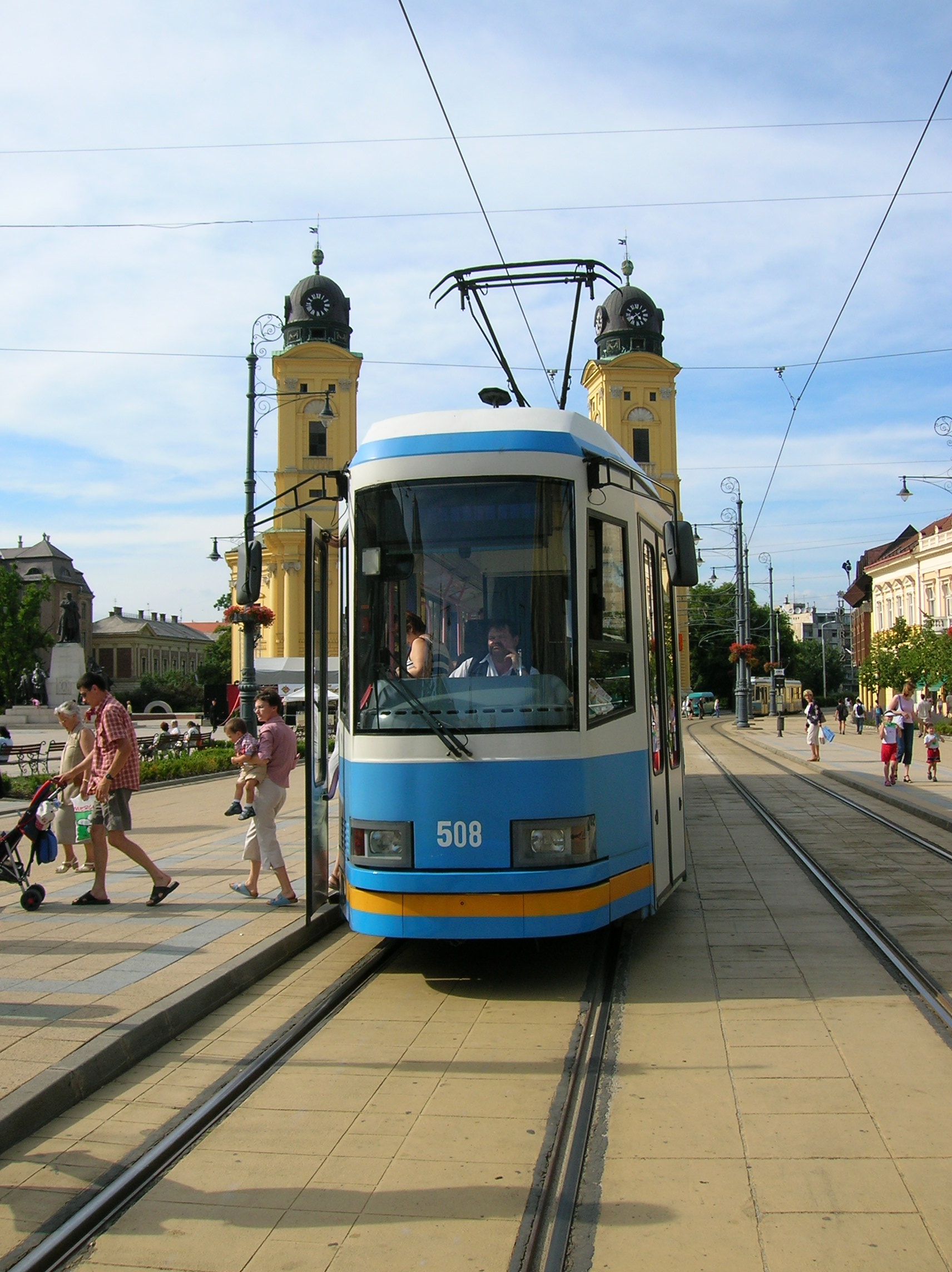
La ville est desservie par un réseau de tramway et de trolleybus exploitée par l'entreprise municipale Debreceni Közlekedési Vállalat

Avant l'arrivée des Hongrois en Hongrie moderne, de nombreux peuples celtes, gépides ou slaves ont peuplé la région. Debrecen apparaît sous le nom de « Debrezun » (en orthographe moderne Dëbrëszün) en 1235. Deux étymologies ont été proposées : du slave « bonne terre » (*dobre ziem en slovaque) ou du turc ancien des Coumans *tëbrësin ~ *dëbrësin « bouge / vis » ; du point de vue linguistique il est difficile de trancher, mais avec le développement du nationalisme au XIXe siècle, l'étymologie slave antérieure aux Hongrois a été rejetée au bénéfice de l'étymologie coumane postérieure à eux (et plus proche des langues finno-ougriennes dont le hongrois fait partie).
En 1361, le roi Louis le Grand donna aux habitants de Debrecen le droit de choisir leur juge et leur conseil, ce qui ouvrit des opportunités à la ville qui possédait dès le début du XVIe siècle un marché considérable. Entre 1450 et 1507, la famille transylvaine Hunyadi prit une importance notable.
Ne possédant ni château ni murs d'enceinte, c'est par la diplomatie de ses représentants que Debrecen s'est sortie des situations difficiles qu'elle connut à travers son histoire. Lorsque l'Empire ottoman conquit la Hongrie centrale, Debrecen se rapprocha de la monarchie des Habsbourg et de François II Rákóczi, prince de Transylvanie. Ceci favorisa sans doute l'ouverture d'esprit de ses habitants et Debrecen accueillit très tôt la Réforme, ce qui lui valut le surnom de « Rome calviniste ». À cette époque, la population de Debrecen se composait principalement de protestants.
En 1693, Léopold Ier du Saint-Empire éleva Debrecen au rang de ville royale libre. En 1715, la Contre-Réforme arriva à Debrecen et l'Église catholique romaine y implanta des Piaristes pour construire la cathédrale Sainte Anne. À cette époque, Debrecen était déjà un important centre culturel, commercial et agricole. De nombreux hommes de lettres et poètes passèrent par l'université protestante, prédécesseur de l'actuelle université de Debrecen.
En 1849, Debrecen fut pour une période très courte capitale de la Hongrie lorsque le gouvernement révolutionnaire hongrois dut fuir Pest-Buda (aujourd'hui Budapest) : Lajos Kossuth proclame l'indépendance du pays dans la Grande Église calviniste (Nagytemplom en hongrois). Les Russes, alliés des Habsbourg, défirent toutefois les troupes insurgées hongroises à l'ouest de la ville le 2 août de la même année.
Après la révolution, Debrecen recommença doucement à prospérer. En 1857, la ligne de chemin de fer Budapest-Debrecen fut achevée et Debrecen devint rapidement un nœud ferroviaire. Des écoles, des hôpitaux, des usines, des moulins furent construits et des banques et des compagnies d'assurance s'installèrent en ville. L'apparence de la ville s'améliora également : avec ses immeubles modernes, ses parcs et ses magnifiques villas, Debrecen ne ressemblait plus à une ville provinciale et prenait certains aspects de ville moderne. En 1884, elle devint la première ville hongroise à disposer d'un tramway à vapeur.
Après la Première Guerre mondiale, la grande Hongrie perdit les deux tiers de son territoire au profit de tous ses voisins par le traité de Trianon et Debrecen se retrouva proche de la frontière roumaine. Le tourisme amena une nouvelle prospérité. De nombreux bâtiments (dont une piscine intérieure et le premier stade de Hongrie) furent érigés dans le parc central. Le Nagyerdő (grande forêt) proposait des installations récréatives. Les bâtiments de l'université furent complétés. Le Hortobágy, une vaste prairie propriété de la ville, devint une attraction touristique.

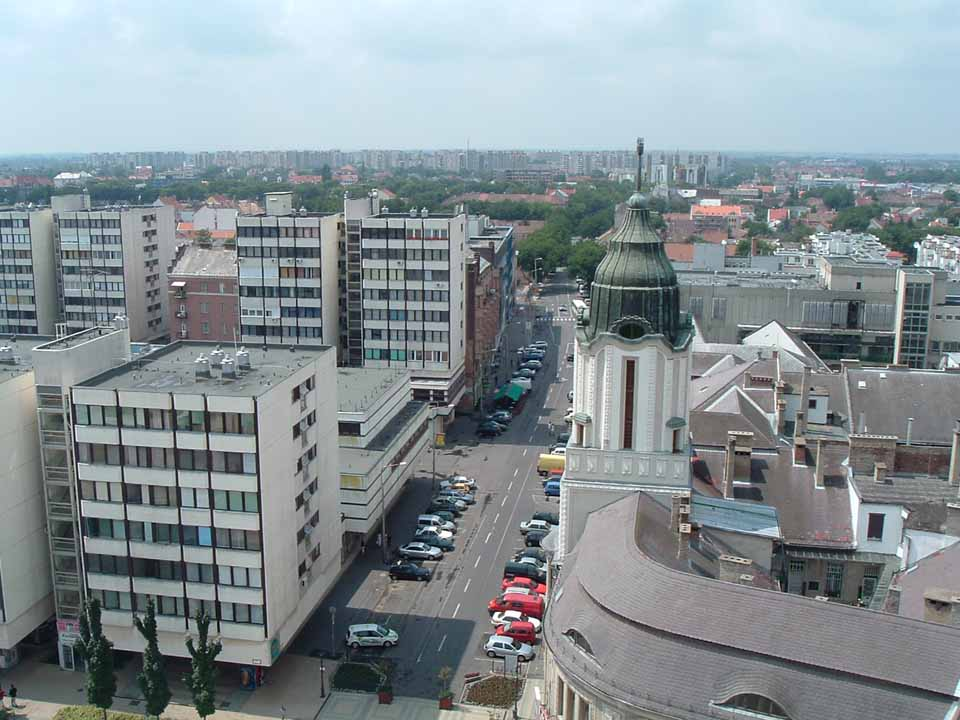
Vue panoramique depuis une des tours du Grand Temple

Pendant la Seconde Guerre mondiale, la ville de Debrecen fut presque complètement détruite. La ville est notamment le théâtre de combats acharnés en octobre 1944 à la suite de l'offensive conduite par le front de la steppe de l'Armée rouge contre les positions allemandes. 70 % de ses bâtiments furent endommagés et 50 % entièrement détruits. En 1944 Debrecen devint capitale du gouvernement communiste de la Hongrie pour une courte période, jusqu'à ce que l'Armée rouge finisse de prendre Budapest au gouvernement pro-nazi. Après la guerre, la reconstruction commença et les citoyens essayèrent redonner à leur ville son ancien style, mais le pouvoir communiste avait d'autres plans. Les institutions et propriétés de la ville furent nationalisées. Ce changement forcé amena de nouvelles pertes pour Debrecen : la moitié de sa surface fut annexée par des communes voisines et Debrecen perdit son autorité sur Hortobágy. Les habitants sinistrés par la guerre furent relogés dans de nouveaux immeubles collectifs préfabriqués (paneláks).
Aujourd'hui, Debrecen est un des sept centres régionaux de Hongrie.

## Population
| 1870   | 1880   | 1890   | 1900   | 1910   | 1920    |
| ------ | ------ | ------ | ------ | ------ | ------- |
| 45 132 | 50 320 | 56 246 | 73 878 | 90 764 | 101 543 |

| 1930    | 1941    | 1949    | 1960    | 1970    | 1980    |
| ------- | ------- | ------- | ------- | ------- | ------- |
| 116 013 | 124 148 | 115 399 | 134 930 | 167 860 | 198 195 |

| 1990    | 2001    | 2011    | 2022    | 2024    | - |
| ------- | ------- | ------- | ------- | ------- | - |
| 212 235 | 211 034 | 211 320 | 199 858 | 201 704 | - |

## Enseignement

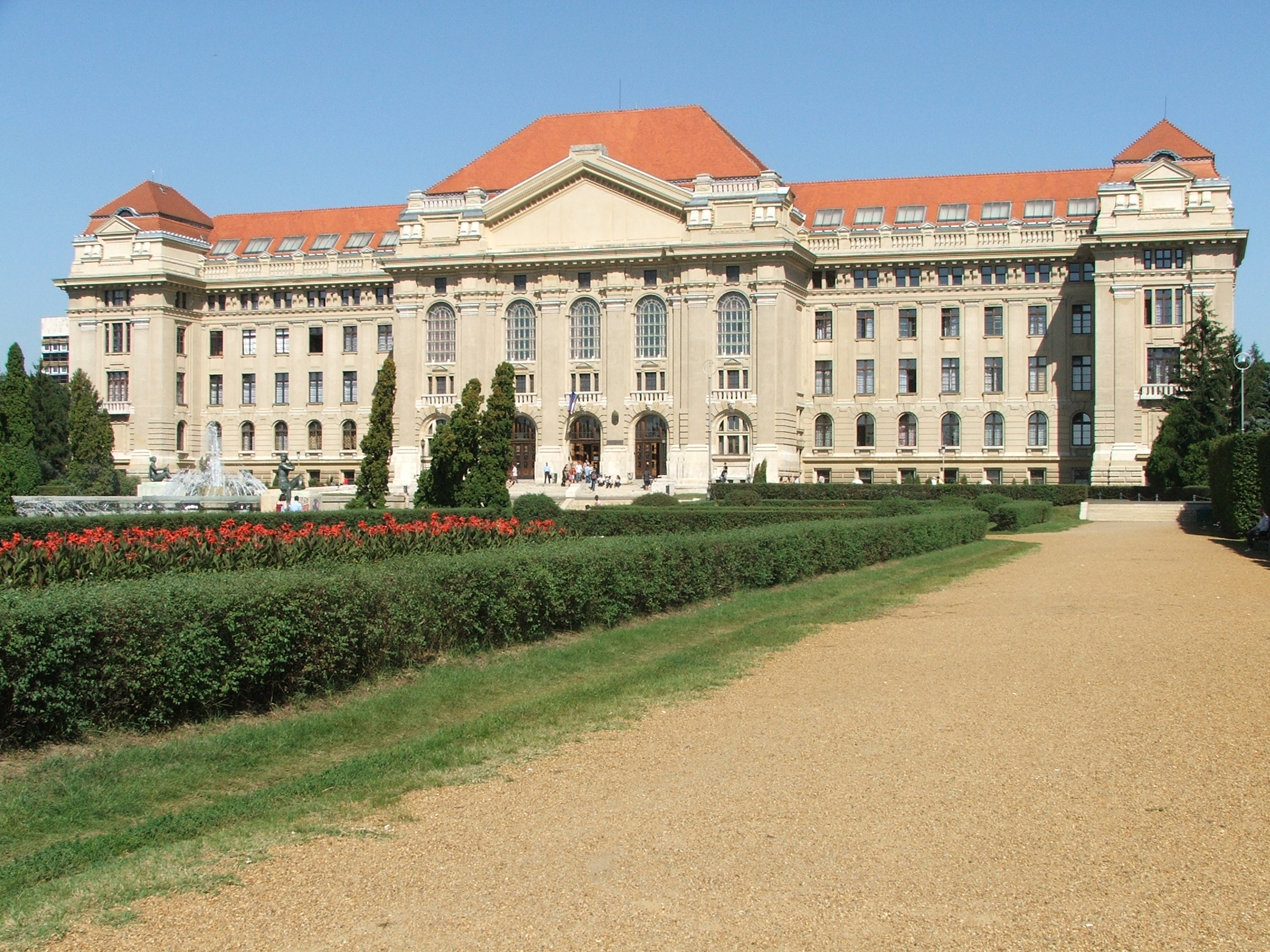
Université de Debrecen

L'université de Debrecen (Debreceni Egyetem) fait de la ville l'une des villes les plus étudiantes de Hongrie avec près de 35 000 étudiants.

## Sport

Enseigne du club de football Debrecen VSC.

La ville dispose du stade d'athlétisme István Gyulai. En mai 2012, la ville a accueilli les épreuves de natation sportive des Championnats d'Europe de natation 2012.
En 2010, la ville a accueilli l'UEFA Futsal Championship durant une dizaine de jours à la Főnix Hall.

## Industrie
Le groupe automobile allemand BMW va ouvrir un site d'assemblage en 2023.

## Personnalités liées à Debrecen
- Levente Lengyel, joueur d'échecs international, né à Debrecen le 13 juin 1933 et décédé le 18 août 2014.
- André Vásáry, contre-ténor et chanteur de variété, est né à Debrecen le 17 juillet 1982.
- Tamás Vásáry, pianiste et chef d'orchestre suisse d'origine hongroise est né à Debrecen le 11 août 1933.
- István Vásáry (29 janvier 1887 – 25 août 1955), ministre des Finances hongrois entre 1944 et 1945, né et décédé à Debrecen.
- Pál Kovács (1912-1995), escrimeur, multiple champion olympique, né à Debrecen.
- Imre Lakatos (1922-1974), philosophe des sciences, né à Debrecen.
- Éva Fahidi (1925-2023), écrivaine hongroise, née à Debrecen.
- Anna Noeh (1926-2016), artiste peintre et muraliste, née à Debrecen.
- Miklós Kocsár (1933-2019), compositeur hongrois.
- György Konrád (1933-2019), romancier et dissident sous le régime communiste y est né.
- Mihály Nagy (24 janvier 1937 – ), Professeur de lycée ; professeur de recherche ; docteur d'université ; minéralogiste ; chercheur en météorites ; docteur honoraire.
- János Térey (1970-2019), écrivain, traducteur et dramaturge né à Debrecen.
- Zsolt Baumgartner (1er janvier 1981 -), pilote automobile hongrois né à Debrecen.
- Éva Kiss (10 juillet 1987-), handballeuse internationale hongroise.
- Peter Bence (5 septembre 1991-), pianiste hongrois[11].

## À voir

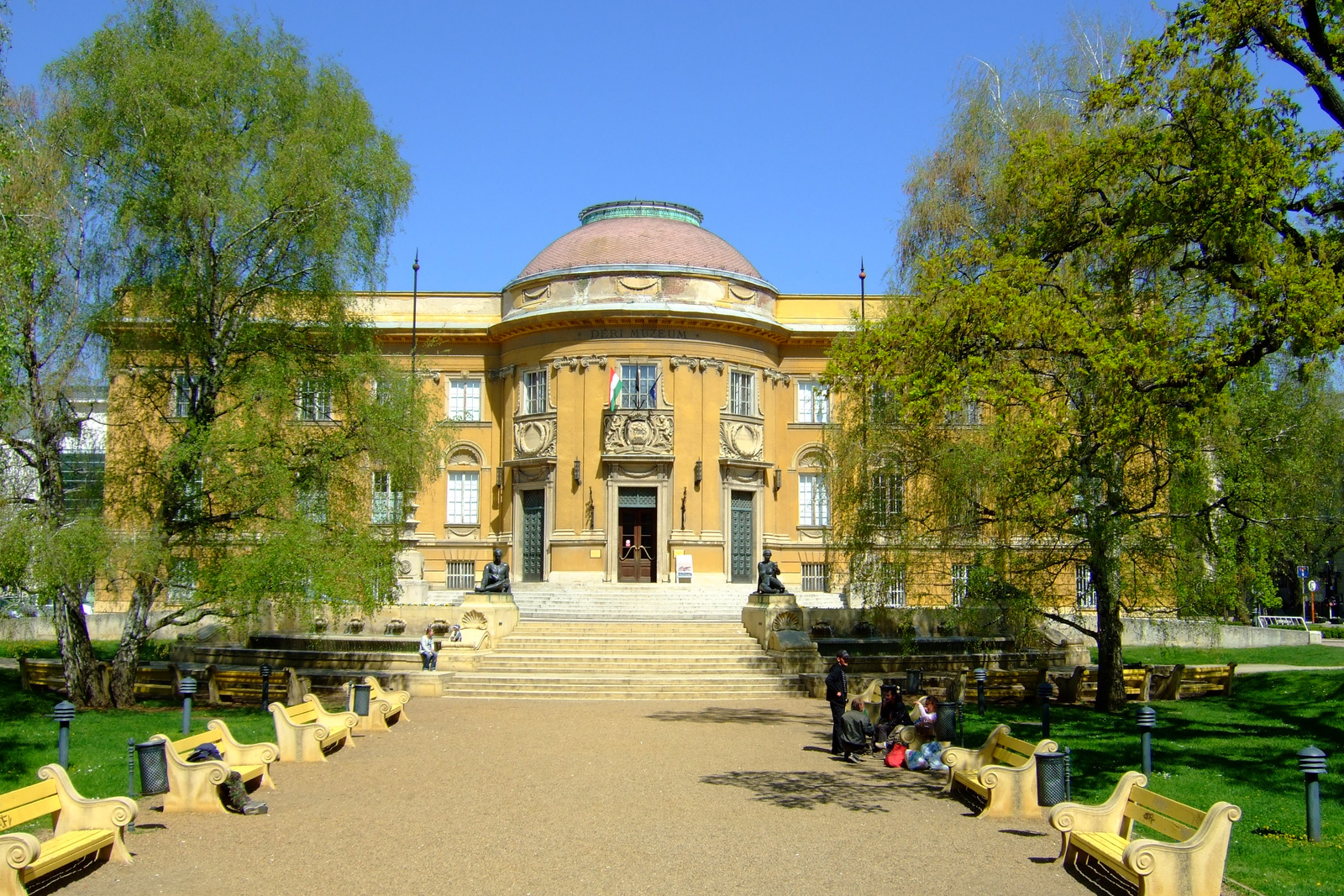
Musée Déri

- Grande église réformée de Debrecen (Nagytemplom en hongrois)
- Parc de la ville (Nagyerdő) et station thermale.
- Musée Déri (collection d'art dont peintures de Mihály Munkácsy et section d'Égypte ancienne).
- Carnaval des fleurs qui a lieu tous les ans le 20 août.

## Jumelages

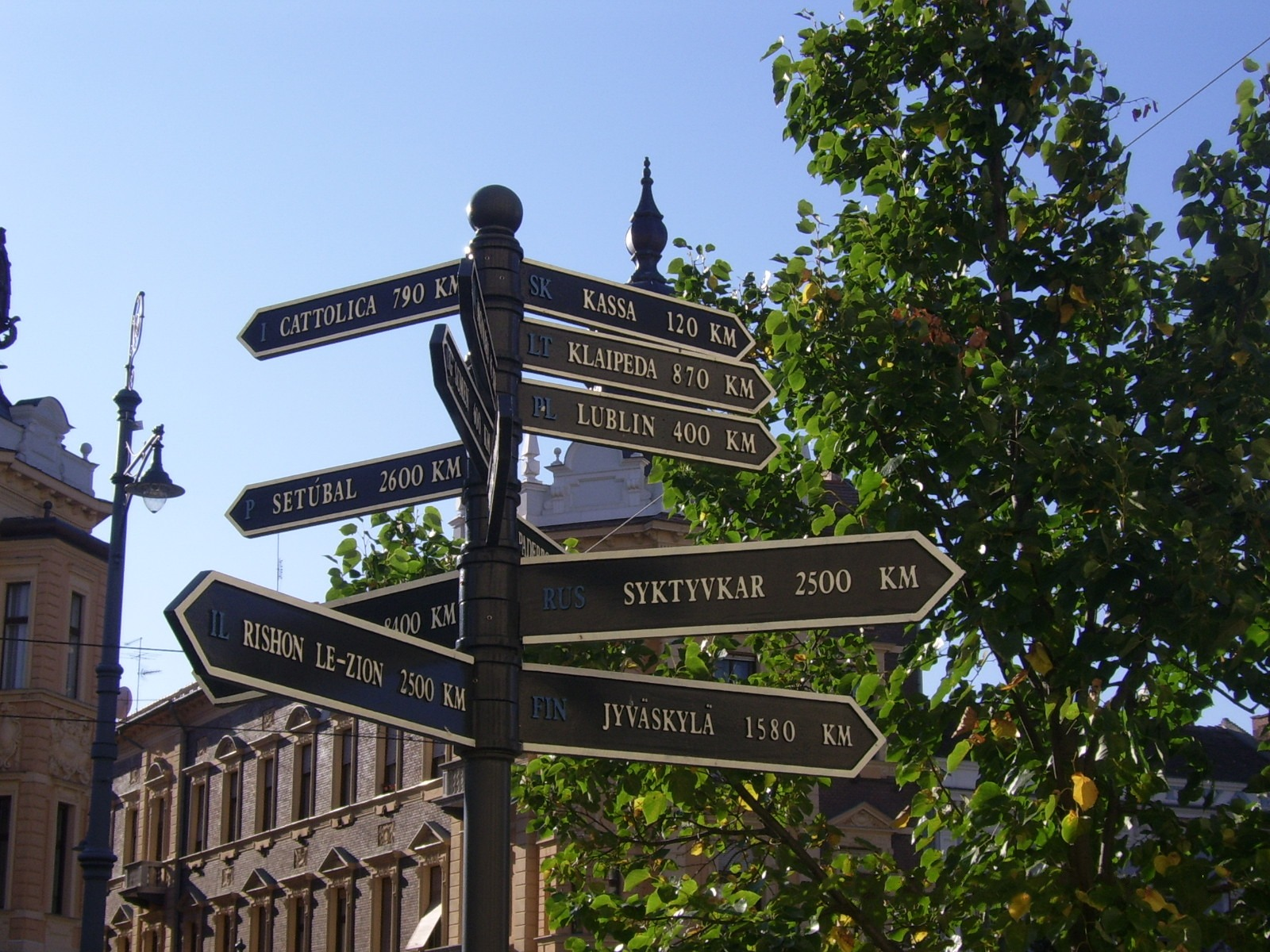
Panneau des jumelages avec Debrecen

La ville de Debrecen est jumelée avec :
| Ville | Ville                            | Pays | Pays                         | Période                     |
| ----- | -------------------------------- | ---- | ---------------------------- | --------------------------- |
|       | Brno,                            |      | Tchéquie                     | depuis 2017                 |
|       | Cattolica,                       |      | Italie                       | depuis le 28 juin 1998      |
|       | Choumen,                         |      | Bulgarie                     |                             |
|       | comté de Limerick                |      | Irlande                      | depuis 2007                 |
|       | district administratif nord-est, |      | Russie                       | depuis le 19 septembre 2018 |
|       | Jyväskylä,                       |      | Finlande                     | depuis 1970                 |
|       | Kharkiv,                         |      | Ukraine                      | depuis le 25 novembre 2016  |
|       | Klaipėda,                        |      | Lituanie                     | depuis 1989                 |
|       | Lublin,                          |      | Pologne                      | depuis le 2 juin 1995       |
|       | New Brunswick,                   |      | États-Unis                   | depuis le 18 mai 1990       |
|       | Oradea,                          |      | Roumanie                     | depuis 1992                 |
|       | Paderborn,                       |      | Allemagne                    | depuis 1994                 |
|       | Patras,                          |      | Grèce                        |                             |
|       | Rishon LeZion                    |      | Israël                       | depuis le 23 mai 2003       |
|       | Saint-Pétersbourg,               |      | Russie                       | depuis 2003                 |
|       | Setúbal,                         |      | Portugal                     | depuis le 1er novembre 2000 |
|       | Syktyvkar,                       |      | Russie                       | depuis 1992                 |
|       | Taitung,                         |      | République de Chine (Taïwan) | depuis le 19 août 1995      |
|       | Toluca,                          |      | Mexique                      | depuis le 20 août 2015      |
|       | Tongliao,                        |      | Chine                        | depuis le 14 avril 2008     |
|       | Valea lui Mihai                  |      | Roumanie                     |                             |